# Fimbristylis denudata
Fimbristylis denudata är en halvgräsart som beskrevs av Robert Brown. Fimbristylis denudata ingår i släktet Fimbristylis och familjen halvgräs. Inga underarter finns listade i Catalogue of Life.